# Nagy Sándor (műfordító)
Nagy Sándor (Budapest, 1949. július 14. –) okleveles vegyész, műfordító.

## Élete
1972-ben okleveles vegyészként végzett az ELTE-n, ahol két hosszabb amerikai tartózkodástól eltekintve (1979-1980: Lehigh University, Bethlehem PA; 1987-1989: Drexel University, Philadelphia PA) 2012-ig folyamatosan dolgozott és főleg magkémiát, ill. nukleáris tudományokat oktatott.
1987 és 1997 között négy könyve jelent meg összesen hat kiadásban a kerékpározással kapcsolatban, melyekkel három sportirodalmi díjat nyert el.
1990 és 1998 között csaknem harminc könyvfordítása jelent meg. Ezek többnyire gyermekeknek írt ismeretterjesztő könyvek voltak, de akadt köztük néhány regény is.
Tanult szakmájában két nagyobb terjedelmű magkémiai tárgyú könyvnek volt társszerkesztője és társszerzője Vértes Attila munkatársaként, melyek összesen három kiadásban jelentek meg 1998 és 2011 között a Plenum Press, a Kluwer Academic Publishers, ill. a Springer kiadó gondozásában. 2007-ben az UNESCO részére szerkesztett magkémia-radiokémia témájú elektronikus enciklopédiát, melyhez szerzőként is hozzájárult.
2009-től elsősorban internetes ismeretterjesztéssel foglalkozik a természettudományok területén, de olykor fordít a TED-nek is. Hobbija a természet apró-cseprő dolgainak kíváncsiságvezérelt dokumentálása fotón és videón, továbbá ezek megosztása másokkal.
Öt lánya van.

## Legismertebb regényfordításai
- Roald Dahl: Szofi és a HABÓ (The BFG), Móra Ferenc Könyvkiadó, Budapest, 1990; A barátságos óriás (The BFG), Kolibri Kiadó, Budapest, 2016;
- Roald Dahl: A barátságos óriás (The BFG, hangoskönyv, felolvasó: Stohl András), Kossuth Könyvkiadó, Budapest, 2019
- Frederik Pohl: Átjáró (Gateway), Galaktika Baráti Kör (Móra Ferenc Könyvkiadó), Budapest, 1991; Ulpius-ház Könyvkiadó, Budapest, 2004
- Douglas Adams: Vendéglő a világ végén (The Restaurant at the End of the Universe), Móra Ferenc Könyvkiadó, Budapest, 1992; GABO Könyvkiadó, Budapest, 1998, 2003

## Néhány novellafordítása
- Ward Moore: A pasas, aki elvette a Maxill lányt (The Fellow Who Married the Maxill Girl), Galaktika, 8(3), 59–72 (1992)
- Harlan Ellison: A fiú és a kutya (A Boy and His Dog), Galaktika, 8(10), 21–36 (1992)
- Bob Leman: Az ablak (Window) Galaktika, 9(12), 38–52 (1993)
- Orson Scott Card: Elveszett fiúk (Lost Boys), Galaktika, 10(1), 90–105 (1994)

## Kerékpáros könyvek
- Nagy S.: Bicajoskönyv. Műszaki Könyvkiadó, Budapest, 1987, 1988

Ezüstgerely Művészeti Pályázat, különdíj, 1988
- Nagy S.: Kerékpárosok könyve. Medicina Könyvkiadó (Sport), Budapest, 1988

Ezüstgerely Művészeti Pályázat, különdíj a kéziratra, 1986
- Nagy S.: Versenybringa és társai. Móra Ferenc Könyvkiadó, Budapest, 1988

Ezüstgerely Művészeti Pályázat, második díj, 1990
- Nagy S.: Új! Bicajoskönyv. FRIGORIA Könyvkiadó, Budapest, 1994, 1997

## Magkémiai összefoglaló munkák
- A Nuclear Methods in Mineralogy and Geology (Nukleáris módszerek az ásványtanban és a geológiában: 555 oldal) egyik szerkesztője és szerzője.

Vértes, A.; Nagy, S.; K. Süvegh editors: Nuclear Methods in Mineralogy and Geology, Plenum Press, New York and London, 1998
- A Handbook of Nuclear Chemistry (A magkémia kézikönyve: 2442 oldal, 5 kötet) egyik szerkesztője és szerzője.

Vértes, A.; Nagy, S.; Klencsár, Z. editors: Handbook of Nuclear Chemistry, Kluwer Academic Publishers, Dodrecht-Boston-London, 2003
- Az UNESCO által kiadott EOLSS c. elektronikus enciklopédia egyik kötetének szerkesztője és szerzője.

Sándor Nagy editor: Radiochemistry and Nuclear Chemistry (Radiokémia és magkémia). In Encyclopedia of Life Support Systems (EOLSS), Developed under the Auspices of the UNESCO, Eolss Publishers, Oxford, UK, 2007
- A Handbook of Nuclear Chemistry 2nd Ed. (A magkémia kézikönyve 2. kiad.: 3054 oldal, 6 kötet) egyik szerkesztője és szerzője.

Vértes, A.; Nagy, S.; Klencsár, Z.; Lovas, R.G.; Rösch, F. editors: Handbook of Nuclear Chemistry 2nd ed., Springer, Dodrecht-Heidelberg-London-New York, 2011

## Internetes ismeretterjesztés, dokumentáció
- Nukleáris Glosszárium. (Nukleáris kislexikon animációkat és szimulációkat tartalmazó háttéranyaggal.)
- Asimov Téka. (Természettudományos animációk és szimulációk kommentált és jórészt magyarított gyűjteménye nemzetközi szerzőktől.)
- Letölthető nukleáris jegyzetek magyarul és angolul.
- A Boulderi Colorado Egyetemen alapított PhET projekt (ingyenes, matematikai és természettudományi témájú, különböző oktatási szintekhez szóló) interaktív szimulációinak magyarítása 2009-től.
- Fotóalbumok a Flickren. (Elsősorban ízeltlábúak megjelenését, viselkedését, interakcióit és fejlődését bemutató fotók és sorozatok.)
- A Nagy Sándor Album nevű Facebook oldal természetfotókkal és videókal illusztrált ismeretterjesztő bejegyzéseket tartalmaz, melyek regisztrálás és bejelentkezés nélkül is megtekinthetők bárki számára.
- Fotóinak felhasználása mások által. Vas Zoltán Darazsak című könyvében 84 fotója jelent meg, egy fotósorsorozata pedig a Monaco Nature Encyclopediában.
- YouTube csatorna. (Elsősorban ízeltlábúak mozgását, viselkedését, reakcióit és interakcióit bemutató rövid videók.)